# Journaux clandestins de la Résistance en France

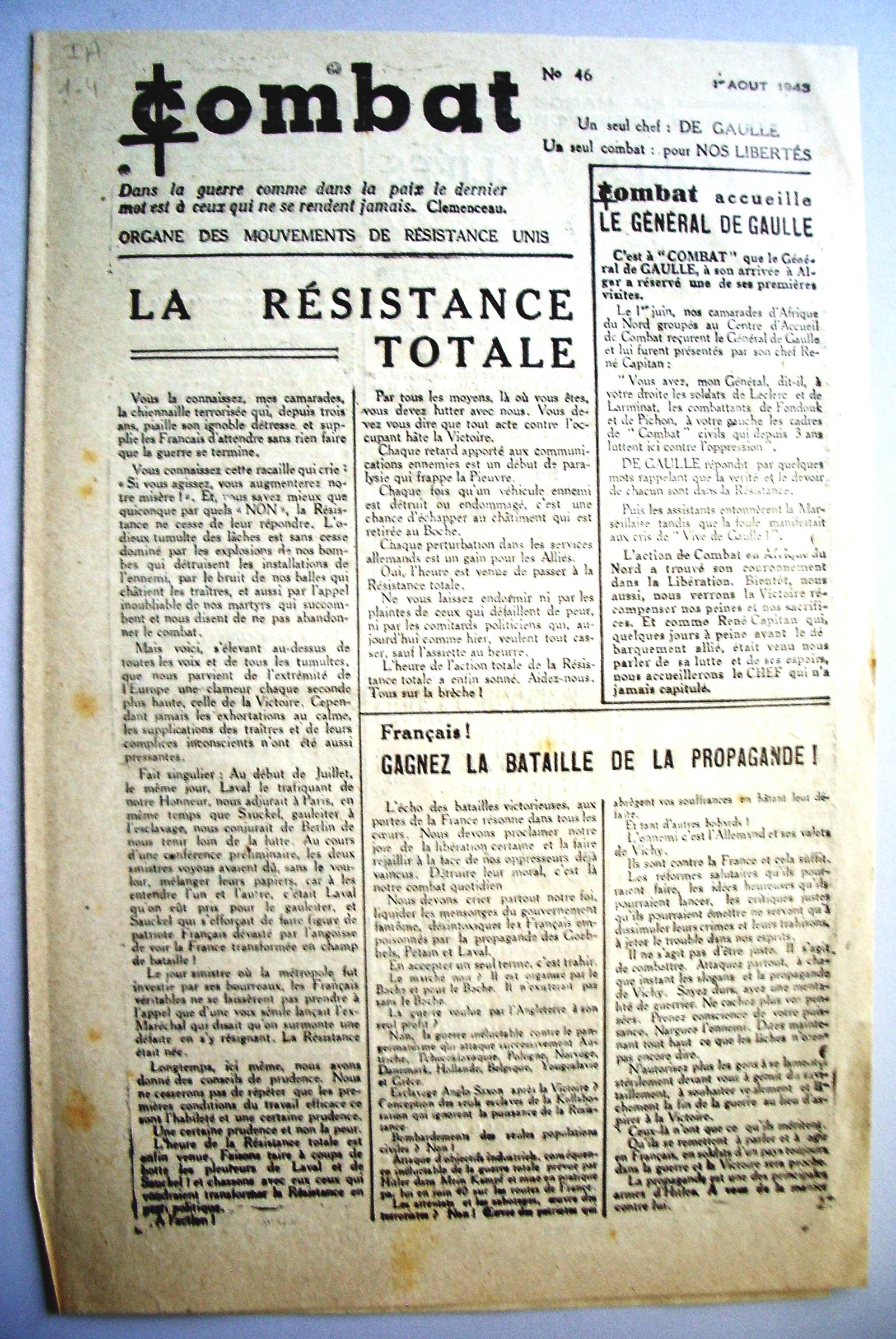
Édition № 46 de Combat du 1er août 1943

Les journaux clandestins de la Résistance sont des titres de presses créés en France pendant la Seconde Guerre mondiale par les mouvements de Résistance à l'Occupation allemande, afin de diffuser leurs idées, qui jouèrent un rôle important dans l'Histoire de la presse écrite, en particulier lors des Ordonnances de 1944 sur la liberté de la presse.

## Presse clandestine
Dès l'armistice de juin 1940 paraissent en France des moyens de contre-propagande comme les tracts, papillons (exemple : les premières feuilles du journal Valmy), brochures, affichettes, journaux clandestins.
Les premiers imprimés datés à paraître sont la modeste feuille Vérité française, Pantagruel (Raymond Deiss), L’Homme libre (Jean Lebas) en octobre 1940 (leurs auteurs sont rapidement traqués et arrêtés), et le journal Résistance (dont le premier numéro est daté du 15 décembre 1940). Une autre feuille clandestine, L’Arc, paraît même sans doute dès septembre 1940 : non daté, le premier numéro commente l’allocution de Pétain du 13 août et l’exemplaire qui commente la rencontre de Montoire est déjà le numéro 11. Le journal Liberté, organe du mouvement éponyme, est imprimé également dès novembre 1940 avec un tirage conséquent.
La plupart des autres journaux clandestins paraissent dans les dernières semaines de 1940 et au début de 1941.
Au mois de septembre 1941, les services de la police allemande à Paris signalent des tracts rédigés en langue allemande cosignés par le Parti communiste d'Allemagne (KPD) et le Parti communiste d'Autriche (KPÖ). Le 10 juillet 1942, le général Karl Oberg fait placarder dans toutes les mairies de la France occupée ce même type de régime de la Sippenhaft applicable aux familles des agents condamnés (écrivains, ouvriers typographes, colporteurs, distributeurs) pour propagande contre l'occupant. Cela n'empêche pas qu'en 1944, 1 200 titres de journaux clandestins sont édités à 2 millions d'exemplaires, ce qui représente près de douze millions d'exemplaires pendant toute la guerre.

### Censure et répression
La censure fut l’ennemie de la presse clandestine pendant la Seconde Guerre mondiale. Sous l’occupation allemande et les lois du régime de Vichy, les libertés des français sont supprimées notamment avec la fin de la liberté de presse. Le décret-loi du 24 août 1939 autorisant la saisie des journaux et leur suppression ainsi que l’établissement officiel de la censure le 27 août 1939 sont utilisés pour faire disparaître des journaux dénonçant l'occupation allemande ou hostiles à la Révolution nationale. La seule presse qui survivait sous l’occupation, sous forme légale et autorisée, était celle qui servait la propagande de l’occupant allemand et de Vichy.
C’est également la fin de la liberté d’expression et tout citoyen surpris en train de lire la presse ou écouter la radio étrangère résistante sera jugé comme opposant et ennemi du régime.
L’occupant et la police apportent dès le début une attention toute particulière aux écrits de contre propagande. La découverte de centre d’impression de journaux clandestins et de leurs leaders sont une des premières missions de la police. Les premières arrestations sont donc celles de ces journalistes de contre propagande, tels Jean-Baptiste Lebas qui lance L’homme libre et qui meurt en déportation, ou Claude Bourdet, directeur du journal clandestin Combat, arrêté en mars 1944 : sur 1 200 travailleurs du livre résistants, 400 ont été tués (déportés, abattus, décapités, fusillés).

### Moyens d'impression et de diffusion
Face à la répression, les journaux clandestins se heurtent à beaucoup de difficultés matérielles. Le papier, l’encre, les machines à écrire sont rares, chers et leur vente est minutieusement contrôlée. Les centres d’impression sont également peu nombreux et mis au service des journaux de propagande.
Les premiers journaux clandestins sont donc manuscrits (écrits à la main) en très peu d’exemplaires. Mais deux procédés cependant furent utiles à la production clandestine : la « ronéo » Gestetner (ou duplicateur à alcool), de petites dimensions et donc facile à transporter et à cacher, fonctionnant grâce à une petite manivelle. Imprimant entre 700 et 800 exemplaires à l’heure. Ou les imprimeries typographiques pouvant effectuer des tirages de masse.
Tout se faisait dans la plus grande discrétion des gouvernements et également des personnes n’étant pas impliqué dans l’ouvrage clandestin. Les peines encourues pour avoir été impliqué dans l’impression et diffusion d’un journal résistant étaient très lourdes.
Pour l’acheminement et la distribution de journaux, les résistants prenaient le risque de se faire arrêter, emprisonner… Les cheminots jouèrent dès le début un rôle essentiel pour les transports de longues distances. Le vélo fut également un des meilleurs moyens de transport entre l’impression et l’acheminement. D’autres procédés ont également été utilisés pour diffuser les journaux permettant de garder l’anonymat des diffuseurs : glisser les numéros dans les boites aux lettres, sous les portes, ou dans une poche, laissé sur un banc, une table…
Malgré la forte répression et la censure près de 1 200 titres et plus de 10 millions d’exemplaires de journaux clandestins furent tirés entre 1940 et 1944.

### Radio-Londres et la presse clandestine
La presse était contrainte sur le territoire français à des difficultés matérielles considérables et à une forte répression. Ce qui donna plus d’importance à la radio, qui diffusée principalement depuis l’étranger ne subissait pas les différentes formes de répression. Radio Londres diffusée par le studio de la section française de la BBC (British Broadcasting Corporation), semblait mieux armée pour faire entendre la voix de la Résistance et avoir une influence psychologique sur les français. Ses émissions pouvaient être écoutées à la fois dans l’ensemble du pays et à l’intérieur même des foyers mais il n’y avait cependant en France en 1940 que 5 millions de postes et le transistor n’existait pas. De plus, la radio n’avait qu’une vision extérieure des évènements et n’avait connaissance que partiellement de ce qui se passait à l’intérieur du territoire français.
C’est pour cela que l’on peut dire que Radio-Londres et les journaux clandestins avaient des fonctions complémentaires dans leur objectif commun d’appeler le plus de français à la Résistance. La radio, elle, était apte à toucher dans son ensemble la population française tandis que la presse, elle, avait comme mission de se battre directement sur le terrain jusqu’à infiltrer de mieux en mieux le territoire dans son ensemble.

### Messages d’appel à la résistance et moyens d’actions proposés
Le contenu des journaux clandestins porte exclusivement sur l’exposé des motivations de la lutte à mener, la nature du combat et sa nécessité.
Le devoir d’agir est clairement affirmé dans le premier numéro de Libération de juillet 1941 qui déclare que le journal en lui-même est un acte et que la situation ne pourra changer que « par l’action et dans l’action ». Combat le suivra en donnant en janvier 1942 des « consignes pour l’action ».
Une seule cause commune à tous les journaux clandestins : appeler le plus de français au combat, à la lutte et à la révolte contre l’occupant, « chasser l’envahisseur » comme on pouvait lire dans Libération en août 1941, dans le but de libérer le territoire français. La première forme d’action voulue par la presse clandestine est l’appel à lire et faire circuler cette presse. Elle incite également à ce que le lecteur devienne lui-même un diffuseur. C’est un combat par la parole, dira le journal Combat en décembre 1941. La situation actuelle ne permet que la résistance et le combat oral. « Nous participerons à l’écrasement de l’Allemagne fut-ce au péril de nos vie » pourra t’on lire dans le numéro d’août 1941 des Petites Ailes.
La presse clandestine s’emploie ainsi à contrer les discours vichystes et nazis en reprenant les thèmes développés par les propagandes officielles. Pour faire de la contre-propagande comme en 1943, les mots d’ordre de la lutte sont repris par toute la presse clandestine : s’opposer au départ pour l’Allemagne ordonné aux jeunes par le Service du travail Obligatoire (STO), en appelant à la manifestation, la grève et au sabotage de la production destinée à l’Allemagne.

## Titres les plus diffusés

### Combat
Organe du Mouvement de libération française, résultant de la fusion en 1941 des journaux Liberté et Vérités, Combat sera le journal du mouvement de la résistance intérieure française, animé par Henri Frenay et Berty Albrecht qui lanceront le premier numéro en décembre 1941. Edmond Michelet fut un des premiers à faire partie du mouvement Combat. Ce fondateur et fait circuler à Brive le premier tract refusant la défaite en 1940.
Henry Frenay en prend la direction qu'il abandonnera à Claude Bourdet en 1943. À l'arrestation de celui-ci (25 mars 1944) c'est Pascal Pia qui lui succède. Au total, 58 numéros seront publiés.
L'équipe de rédaction comprend Georges Bidault (rédacteur en chef), Pierre-Henri Teitgen, François de Menthon, Claude Bourdet, Pierre Dumas, René Cerf-Ferrière, Rémy Roure et Jacqueline Bernard. Il accueillera, en 1943, Albert Camus qui en sera l'animateur de 1944 à 1947, au côté de Claude Bourdet.

### Défense de la France
Fondé le 15 août 1941 sous l'impulsion des étudiants Philippe Viannay et Robert Salmon ; 47 numéros clandestins de Défense de la France seront diffusés. Y participeront, entre autres, Jean-Daniel Jurgensen, Geneviève de Gaulle-Anthonioz, Robert d'Harcourt.
Repris en main « à la hussarde » par Pierre Lazareff et Paul Gordeaux après la Libération, il deviendra France-Soir.

### Le Franc-Tireur
De tendance radicale-socialiste, « Mensuel dans la mesure du possible et par la grâce de la police de Pierre Laval ». Jean-Pierre Lévy est à l'origine de son lancement le 1er décembre 1941 en même temps que de l'organisation du mouvement clandestin du même nom en zone Sud.
39 numéros clandestins parurent.
Il parait jusqu'en 1957, où il est racheté par Cino Del Duca et paraîtra sous le nom de Paris-Journal, puis Paris Jour.

### L'Humanité
Le journal officiel du PCF devient illégal à partir du 25 août 1939 où le gouvernement Daladier le fait saisir à la suite du soutien par le PCF du Pacte germano-soviétique. Cette époque ne ressort évidemment pas de la Résistance.
Après l'occupation de la France, en juin 40, alors que Jacques Duclos était le numéro un du parti à Paris, en liaison avec Moscou, il y eut des pourparlers avec les autorités d'occupation pour une reparution légale du journal. Ces pourparlers n'aboutirent pas et le journal resta clandestin. On dénombre 317 numéros clandestins jusqu'à la Libération.
Il reparaît librement à partir du 21 août 1944, à la suite de la Libération de Paris.

### Les publications du Front national
Le Front national était un mouvement de Résistance contrôlé par le Parti communiste français. Ce mouvement publia un grand nombre de journaux et de feuilles clandestines :
- La Marseillaise, journal créé en 1943
- Les Lettres françaises

Revue des écrivains français groupés au Comité national des écrivains. Fondée en octobre 1941 par Jacques Decour et Jean Paulhan, 25 numéros seront publiés. Les Lettres françaises paraîtront après la Libération, jusqu'en 1972.
- L'École laïque (1941) ;
- Le Médecin français (mars 1941) animé par le docteur Raymond Leibovici ;
- Musiciens d'Aujourd'hui, feuille clandestine tirée à 2 500 exemplaires, dont André Fougeron a réalisé la maquette, qui devient Le Musicien d'Aujourd'hui lorsqu'elle est intégrée aux Lettres françaises clandestines ;
- L'Université libre (104 numéros, de novembre 1940 à octobre 1944), animé par Georges Politzer, Jacques Solomon (gendre de Paul Langevin) et Jacques Decour ;
- Les Allobroges (1942), région Isère-Hautes Alpes ;
- L'Étudiant patriote (1941).

### Libération
Journal clandestin du mouvement de résistance Libération-Sud, Libération est lancé en juillet 1941 par Raymond Aubrac et Emmanuel d'Astier de La Vigerie. Il sera l'un des plus importants et diffusés des journaux de la Résistance.
Libération reparaît au grand jour à la Libération de la France en août 1944.

### Témoignage chrétien
C'est dans la France occupée que, le 16 novembre 1941 à Lyon, un jésuite, le père Pierre Chaillet, publie clandestinement le premier Cahier du Témoignage chrétien. Intitulé France prends garde de perdre ton âme, sous forme d'un opuscule de petit format (d'où le nom de Cahier), il contient un vibrant appel à s'opposer au nazisme au nom des valeurs chrétiennes. Il est entièrement rédigé par le père Gaston Fessard. Témoignage Chrétien devait s'appeler Témoignage Catholique, mais par œcuménisme et à la suite de la participation de protestants dans l'équipe clandestine initialement constituée de théologiens jésuites du théologat de Fourvière à Lyon, l'adjectif catholique a été changé en chrétien. Parallèlement aux Cahiers du Témoignage Chrétien, qui ne traite que d'un seul sujet à chaque fois, parait, dès mai 1943, le Courrier Français du Témoignage Chrétien, d'un tirage de 100 000 puis 200 000 exemplaires.
La spécificité du Témoignage Chrétien, par rapport aux autres journaux de Résistance est qu'il revendique une Résistance spirituelle. C'est en effet en référence à l'Évangile et aux idéaux chrétiens que Témoignage Chrétien s'est opposé au nazisme.
Le sous-titre du Courrier du Témoignage Chrétien est Lien du Front de résistance spirituelle contre l'Hitlérisme. Treize numéros du Courrier du Témoignage Chrétien et quatorze Cahiers seront diffusés jusqu'à la Libération.

### La Vie ouvrière
Interdite en 1939, La Vie ouvrière reparaît clandestinement dès février 1940. Aux premiers jours de l'occupation, Benoît Frachon, André Tollet, Eugène Hénaff et quelques autres militants syndicaux de l'ancienne Confédération générale du travail unitaire, exclus de la Confédération générale du travail en septembre 1939, qui avaient échappé aux recherches des polices françaises relance le journal. Tout au long de l'occupation il publiera 223 numéros où l'accent est mis sur les problèmes quotidiens : coût de la vie, pénuries alimentaires, difficultés de ravitaillement, faiblesse des salaires, etc. Il appelle à la lutte, à la réunification syndicale et combat les divisions. Il dénonce le patronat qui a largement sombré dans la collaboration avec les occupants et informe régulièrement sur les luttes qui ont lieu dans les entreprises.

### Action
Fondé en 1943 et considéré en 1944 comme « pionnier des hebdomadaires politiques », le journal clandestin Action (hebdomadaire) est l'organe de l'Action ouvrière, de Victor Leduc et Maurice Kriegel-Valrimont, important mouvement de résistance qui organise un congrès clandestin de résistants et comprend de nombreux leaders au sein du réseau Libération-Sud, qui compte dans ses rangs Jean-Pierre Vernant, René Glodek, Jeanne Modigliani, la fille du peintre du même nom, etla grande résistante Lucie Aubrac.

## Autres titres
- Arc, Probus-Corréard.
- L'Avenir normand, édition de Dieppe, journal communiste, 1941, Valentin Feldman et Marie-Thérèse Fainstein[14],[15].
- Bir-Hakeim, « journal républicain mensuel paraissant malgré la Gestapo, malgré le négrier Laval et son gouvernement de Vichy »[16],[17].
- La Bretagne enchaînée, journal clandestin de la région de Rennes.
- Cahiers du travaillisme français, 1943-1944, par le Groupe de la rue de Lille.
- Le Coq enchainé, journal des "Bataillons de la Mort" à Paris.
- Le Courrier de l'air, distribué par la R.A.F.
- L'Espoir, publié du 13 août 1944 au 10 mai 1945.
- La France, Jacques Chabannes.
- La Résistance Ouvrière.
- La France continue, journal chrétien fondé en 1941 par Paul Petit et Henri de Montfort.
- L'Insurgé, journal du P.S.O.P. de la région lyonnaise. 26 numéros à partir de 1942.
- Jaurès, publié à partir de janvier 1941 par des résistants socialistes de Rouen autour de Georges Brutelle.
- Libération, fondé par Christian Pineau du mouvement Libération-Nord.
- La Main à plume.
- Messages.
- Les Petites Ailes du Nord et du Pas-de-Calais, Jacques-Yves Mulliez, Nord et Pas-de-Calais.
- Les Petites Ailes de France, Robert Guédon, Henri Frenay, Pierre de Froment, mouvement Combat à ses débuts.
- Le Populaire, organe du Comité d'action socialiste “Socialisme et Liberté”. 35 numéros à partir de début 1942.
- Résistance.
- Unter Uns, Combat Zone Nord.
- Valmy, créé par Raymond Burgard.
- Veritas, abbés Vallée et Portier.
- La Vérité, organe trotskiste, premier journal clandestin sous Vichy (à partir d'août 1940).
- La Vérité française, Launoy, Lafaye, Holstein.
- Fraternité, J'Accuse, Combat médical, Lumières et Clarté, organes du Mouvement National contre le Racisme, ancêtre du Mouvement contre le racisme et pour l'amitié entre les peuples.
- Voix de la France, journal clandestin diffusé dès juillet 1940.
- La Voix du Nord, organe du mouvement clandestin Voix du Nord.
- Notre Voix, Notre Parole, Droit et Liberté, La Voix de la Femme Juive, journaux de la Section Juive de la M.O.I. (communistes).
- Unzer Wort ("Notre parole"), Solidaritet ("Solidarité"), Le Travailleur Juif, journaux juifs en yiddish de la M.O.I.
- Jeune combat, En avant, Résister, journaux de jeunes Juifs de la M.O.I.
- Le Libre Poitou[18], dans le département de la Vienne.

### Tirages uniques
- Le faux numéro du Nouvelliste du 31 décembre 1943.

## Moyens de publication et de diffusion
Les personnes qui tentent de diffuser leurs écrits se retrouvent opposées à la Gestapo et doivent user de la ruse pour déposer leurs papillons (journal sur une seule page, recto-verso) chez un maximum de gens sans être arrêtées ; le régime nazi punit sévèrement ce genre de tentatives qu'il assimile à de la propagande.
Le papier est fourni par largage aérien par les Alliés, et vendu au marché noir (ainsi que l'encre). Les presses sont rares, si bien que la plupart des écrits sont créés très artisanalement et souvent rédigés à la main.